# シザースクロッシング
シザースクロッシングは鉄道における分岐器の構造で、両渡交差分岐器とも言う。
複線の間にＸ型に分岐器がある。
両方向への片渡り線を同一箇所に重ねて配置したもの。
さまざまな形状の分岐器で構成される。
渡り線を2つ組み合わせた構造のため上下線のどちらからでも転線することが可能である。複線路線の始点駅には必ずと行ってもいいほど存在するため、具体例は割愛する。
日本での名称は、事業者等ごとに揺れがみられるが、2002年（平成14年）改正の JIS E 1311「鉄道－分岐器類用語」においては「シーサースクロッシング」と規定している。この他、鉄道模型の製品名ではダブルクロスと称することもある。
分岐器
http://www.lares.dti.ne.jp/oshima/rail/pt/po2.html